# 叶底花凤仙花
叶底花凤仙花（学名：Impatiens cornucopia）是凤仙花科凤仙花属的植物，是中国的特有植物。分布在中国大陆的云南等地，生长于海拔900米的地区，多生长于溪边及山坡路旁阴湿处，目前尚未由人工引种栽培。